# Herman Frederik Ewald
Herman Frederik Ewald, född den 13 december 1821 i Köpenhamn, död den 29 april 1908 i Fredensborg, var en dansk författare. Han var sonson till Johan von Ewald, son till Carl von Ewald och far till Carl Ewald. 
Ewald, som blev student 1841, var lantbrukare och lantmätare i Slesvig, till dess han efter fredsslutet 1864 flyttade till Danmark, där han sedan verkade som författare. Ewald ansågs ha förmågan att ge tidsillusion, men hans stil uppfattades ibland som kall och torr. Ewald var på sin tid en av Danmarks mest lästa författare.